# ВЕЦ „Батак“
Вижте пояснителната страница за други значения на Батак.
ВЕЦ „Батак“ е водноелектрическа централа (ВЕЦ), разположена близо до град Батак, в Южна България. Тя е част от каскадата „Баташки водносилов път“. 

## История
Идеята за строителството на електроцентрали в поречието на река Въча, като се използва водосборния район в Западните Родопи, възниква през 1920 г., когато инж. Ив Мавров я предлага в труда си „Архив на водните сили в България“. Тази идея се лансира и по-късно през 30-те години от инж. Тодор Романов. Идейният и техническия проект за целия „Баташки водносилов път“ е разработен в „Енергохидропроект“ през 1951 – 1955 г. 
Проектът е разработен от проф. инж. Димо Велев, инж. Кирил Григоров и инж. Гичев и др. Включва язовири, изравнители и три централи – ВЕЦ „Батак“ (подземна), ВЕЦ „Пещера“ (подземна) и ВЕЦ „Алеко“ (надземна).
ВЕЦ „Батак“ е въведена в експлоатация през 1958 година и е първата подземна ВЕЦ в България.

## Технология
Задвижването на турбините се осъществява от вода, подавана по напорна деривация, започваща от язовир „Голям Беглик“. Тя има кръгло сечение с диаметър 2,40 метра, капацитет 13,6 m³/s и дължина 11,7 километра, а водният пад е 400 метра. В деривацията се вливат напорно и води от язовирите „Беглика“ и „Тошков чарк“, както и от събирателните деривации „Гашна“, „Черна“ и „Бяла“.
Във ВЕЦ „Батак“ са монтирани 4 вертикални турбогрупи. Турбините са система Пелтон с по две дюзи. Генераторите са за 10,5 kV. Добитата електроенергия се изнася до надземна уредба за 10 kV през тунели и с голи шини. Наземната сграда е за закритите уредби 10 и 20 kV, и непосредствено до нея е изградена и откритата уредба 110 kV, свързана с електропровод 110 kV. При средна годишна използваемост 2800 h, електроцентралата произвежда средно годишно по 109,6 GWh. 
Централата основно е рехабилитирана в периода 2000 – 2001 г.
Отработените от централата води се отвеждат по дълга 3 километра безнапорна деривация със сечение 2,80 х 2,80 m до събирателна деривация „Нова махала“, която след това се влива в язовир „Батак“.